# 2014-es FIA WEC Silverstone-i 6 órás verseny

A Silverstone Circuit

## Időmérő

### Az időmérő végeredménye
A kategóriák legjobbjai félkövér betűkkel vannak írva.
| Helyezés | Kategória | Rajtszám | Csapat                | Átlagidő | Rajthely |
| -------- | --------- | -------- | --------------------- | -------- | -------- |
| 1        | LMP1-H    | No. 7    | Toyota Racing         | 1:42.774 | 1        |
| 2        | LMP1-H    | No. 1    | Audi Sport Team Joest | 1:42.779 | 2        |
| 3        | LMP1-H    | No. 14   | Porsche Team          | 1:43.087 | 3        |
| 4        | LMP1-H    | No. 2    | Audi Sport Team Joest | 1:43.137 | 4        |
| 5        | LMP1-H    | No. 8    | Toyota Racing         | 1:43.137 | 5        |
| 6        | LMP1-H    | No. 20   | Porsche Team          | 1:43.226 | 6        |
| 7        | LMP1-L    | No. 13   | Rebellion Racing      | 1:44.285 | 7        |
| 8        | LMP1-L    | No. 12   | Rebellion Racing      | 1:44.392 | 8        |
| 9        | LMP2      | No. 26   | G-Drive Racing        | 1:49.156 | 9        |
| 10       | LMP2      | No. 47   | KCMG                  | 1:49.439 | 10       |
| 11       | LMP2      | No. 37   | SMP Racing            | 1:51.326 | 11       |
| 12       | LMP2      | No. 27   | SMP Racing            | 1:51.514 | 12       |
| 13       | LMGTE Pro | No. 51   | AF Corse              | 1:59.125 | 13       |
| 14       | LMGTE Pro | No. 91   | Porsche Team Manthey  | 1:59.380 | 14       |
| 15       | LMGTE Pro | No. 92   | Porsche Team Manthey  | 1:59.717 | 15       |
| 16       | LMGTE Pro | No. 71   | AF Corse              | 1:59.841 | 16       |
| 17       | LMGTE Am  | No. 81   | AF Corse              | 1:59.932 | 17       |
| 18       | LMGTE Pro | No. 97   | Aston Martin Racing   | 1:59.954 | 18       |
| 19       | LMGTE Pro | No. 52   | Ram Racing            | 2:00.216 | 19       |
| 20       | LMGTE Am  | No. 98   | Aston Martin Racing   | 2:00.923 | 20       |
| 21       | LMGTE Am  | No. 61   | AF Corse              | 2:00.971 | 21       |
| 22       | LMGTE Am  | No. 95   | Aston Martin Racing   | 2:00.982 | 22       |
| 23       | LMGTE Pro | No. 99   | Aston Martin Racing   | 2:01.122 | 23       |
| 24       | LMGTE Am  | No. 75   | Prospeed Competition  | 2:01.886 | 24       |
| 25       | LMGTE Am  | No. 88   | Proton Competition    | 2:01.917 | 25       |
| 26       | LMGTE Am  | No. 53   | Ram Racing            | 2:01.953 | 26       |
| 27       | LMGTE Am  | No. 90   | 8 Star Motorsports    | 2:01.982 | 27       |

## Futam

### A futam végeredménye
A kategóriák győztesei félkövér betűkkel vannak írva.
| Helyezés | Kategória | Rajtszám | Csapat                | Versenyző                                             | Kasztni                          | Abroncs | Körök |
| Helyezés | Kategória | Rajtszám | Csapat                | Versenyző                                             | Motor                            | Abroncs | Körök |
| -------- | --------- | -------- | --------------------- | ----------------------------------------------------- | -------------------------------- | ------- | ----- |
| 1        | LMP1-H    | 8        | Toyota Racing         | Anthony Davidson Sébastien Buemi Nicolas Lapierre     | Toyota TS040 Hybrid              | M       | 167   |
| 1        | LMP1-H    | 8        | Toyota Racing         | Anthony Davidson Sébastien Buemi Nicolas Lapierre     | Toyota 3.7 L V8                  | M       | 167   |
| 2        | LMP1-H    | 7        | Toyota Racing         | Alexander Wurz Stéphane Sarrazin Kazuki Nakajima      | Toyota TS040 Hybrid              | M       | 166   |
| 2        | LMP1-H    | 7        | Toyota Racing         | Alexander Wurz Stéphane Sarrazin Kazuki Nakajima      | Toyota 3.7 L V8                  | M       | 166   |
| 3        | LMP1-H    | 20       | Porsche Team          | Timo Bernhard Brendon Hartley Mark Webber             | Porsche 919 Hybrid               | M       | 165   |
| 3        | LMP1-H    | 20       | Porsche Team          | Timo Bernhard Brendon Hartley Mark Webber             | Porsche 2.0 L Turbo V4           | M       | 165   |
| 4        | LMP1-L    | 12       | Rebellion Racing      | Nicolas Prost Nick Heidfeld Mathias Beche             | Lola B12/60                      | M       | 159   |
| 4        | LMP1-L    | 12       | Rebellion Racing      | Nicolas Prost Nick Heidfeld Mathias Beche             | Toyota RV8KLM 3.4 L V8           | M       | 159   |
| 5        | LMP2      | 26       | G-Drive Racing        | Roman Rusinov Olivier Pla Julien Canal                | Morgan LMP2                      | D       | 154   |
| 5        | LMP2      | 26       | G-Drive Racing        | Roman Rusinov Olivier Pla Julien Canal                | Nissan VK45DE 4.5 L V8           | D       | 154   |
| 6        | LMP2      | 47       | KCMG                  | Matthew Howson Richard Bradley Tsugio Matsuda         | Oreca 03                         | D       | 152   |
| 6        | LMP2      | 47       | KCMG                  | Matthew Howson Richard Bradley Tsugio Matsuda         | Nissan VK45DE 4.5 L V8           | D       | 152   |
| 7        | LMGTE Pro | 92       | Porsche Team Manthey  | Marco Holzer Frédéric Makowiecki Richard Lietz        | Porsche 911 RSR                  | M       | 147   |
| 7        | LMGTE Pro | 92       | Porsche Team Manthey  | Marco Holzer Frédéric Makowiecki Richard Lietz        | Porsche 4.0 L Flat-6             | M       | 147   |
| 8        | LMGTE Pro | 91       | Porsche Team Manthey  | Patrick Pilet Jörg Bergmeister Nick Tandy             | Porsche 911 RSR                  | M       | 147   |
| 8        | LMGTE Pro | 91       | Porsche Team Manthey  | Patrick Pilet Jörg Bergmeister Nick Tandy             | Porsche 4.0 L Flat-6             | M       | 147   |
| 9        | LMGTE Pro | 97       | Aston Martin Racing   | Darren Turner Stefan Mücke                            | Aston Martin V8 Vantage GTE      | M       | 147   |
| 9        | LMGTE Pro | 97       | Aston Martin Racing   | Darren Turner Stefan Mücke                            | Aston Martin 4.5 L V8            | M       | 147   |
| 10       | LMGTE Pro | 51       | AF Corse              | Gianmaria Bruni Toni Vilander                         | Ferrari 458 Italia GT2           | M       | 147   |
| 10       | LMGTE Pro | 51       | AF Corse              | Gianmaria Bruni Toni Vilander                         | Ferrari 4.5 L V8                 | M       | 147   |
| 11       | LMGTE Pro | 71       | AF Corse              | Davide Rigon James Calado                             | Ferrari 458 Italia GT2           | M       | 146   |
| 11       | LMGTE Pro | 71       | AF Corse              | Davide Rigon James Calado                             | Ferrari 4.5 L V8                 | M       | 146   |
| 12       | LMGTE Pro | 52       | Ram Racing            | Matt Griffin Álvaro Parente                           | Ferrari 458 Italia GT2           | M       | 146   |
| 12       | LMGTE Pro | 52       | Ram Racing            | Matt Griffin Álvaro Parente                           | Ferrari 4.5 L V8                 | M       | 146   |
| 13       | LMP2      | 27       | SMP Racing            | Sergey Zlobin Maurizio Mediani Nicolas Minassian      | Oreca 03                         | M       | 145   |
| 13       | LMP2      | 27       | SMP Racing            | Sergey Zlobin Maurizio Mediani Nicolas Minassian      | Nissan VK45DE 4.5 L V8           | M       | 145   |
| 14       | LMGTE Pro | 99       | Aston Martin Racing   | Darryl O'Young Alex MacDowall Fernando Rees           | Aston Martin V8 Vantage GTE      | M       | 144   |
| 14       | LMGTE Pro | 99       | Aston Martin Racing   | Darryl O'Young Alex MacDowall Fernando Rees           | Aston Martin 4.5 L V8            | M       | 144   |
| 15       | LMGTE Am  | 95       | Aston Martin Racing   | David Heinemeier Hansson Kristian Poulsen Nicki Thiim | Aston Martin V8 Vantage GTE      | M       | 144   |
| 15       | LMGTE Am  | 95       | Aston Martin Racing   | David Heinemeier Hansson Kristian Poulsen Nicki Thiim | Aston Martin 4.5 L V8            | M       | 144   |
| 16       | LMGTE Am  | 98       | Aston Martin Racing   | Paul Dalla Lana Pedro Lamy Christoffer Nygaard        | Aston Martin V8 Vantage GTE      | M       | 144   |
| 16       | LMGTE Am  | 98       | Aston Martin Racing   | Paul Dalla Lana Pedro Lamy Christoffer Nygaard        | Aston Martin 4.5 L V8            | M       | 144   |
| 17       | LMGTE Am  | 81       | AF Corse              | Stephen Wyatt Michele Rugolo Sam Bird                 | Ferrari 458 Italia GT2           | M       | 143   |
| 17       | LMGTE Am  | 81       | AF Corse              | Stephen Wyatt Michele Rugolo Sam Bird                 | Ferrari 4.5 L V8                 | M       | 143   |
| 18       | LMGTE Am  | 88       | Proton Competition    | Christian Ried Klaus Bachler Khaled Al Qubaisi        | Porsche 911 RSR                  | M       | 142   |
| 18       | LMGTE Am  | 88       | Proton Competition    | Christian Ried Klaus Bachler Khaled Al Qubaisi        | Porsche 4.0 L Flat-6             | M       | 142   |
| 19       | LMGTE Am  | 53       | Ram Racing            | Johnny Mowlem Ben Collins Mark Patterson              | Ferrari 458 Italia GT2           | M       | 141   |
| 19       | LMGTE Am  | 53       | Ram Racing            | Johnny Mowlem Ben Collins Mark Patterson              | Ferrari 4.5 L V8                 | M       | 141   |
| 20       | LMGTE Am  | 61       | AF Corse              | Luís Pérez Companc Marco Cioci Mirko Venturi          | Ferrari 458 Italia GT2           | M       | 141   |
| 20       | LMGTE Am  | 61       | AF Corse              | Luís Pérez Companc Marco Cioci Mirko Venturi          | Ferrari 4.5 L V8                 | M       | 141   |
| Ki       | LMGTE Am  | 90       | 8 Star Motorsports    | Enzo Potolicchio Paolo Ruberti Gianluca Roda          | Ferrari 458 Italia GT2           | M       | 118   |
| Ki       | LMGTE Am  | 90       | 8 Star Motorsports    | Enzo Potolicchio Paolo Ruberti Gianluca Roda          | Ferrari 4.5 L V8                 | M       | 118   |
| Ki       | LMP1-H    | 2        | Audi Sport Team Joest | André Lotterer Marcel Fässler Benoît Tréluyer         | Audi R18 e-tron quattro          | M       | 94    |
| Ki       | LMP1-H    | 2        | Audi Sport Team Joest | André Lotterer Marcel Fässler Benoît Tréluyer         | Audi TDI 4.0 L Turbo V6 (Diesel) | M       | 94    |
| Ki       | LMGTE Am  | 75       | Prospeed Competition  | François Perrodo Matthieu Vaxivière Emmanuel Collard  | Porsche 997 GT3-RSR              | M       | 83    |
| Ki       | LMGTE Am  | 75       | Prospeed Competition  | François Perrodo Matthieu Vaxivière Emmanuel Collard  | Porsche 4.0 L Flat-6             | M       | 83    |
| Ki       | LMP2      | 37       | SMP Racing            | Kirill Ladygin Anton Ladygin Viktor Shaitar           | Oreca 03                         | M       | 65    |
| Ki       | LMP2      | 37       | SMP Racing            | Kirill Ladygin Anton Ladygin Viktor Shaitar           | Nissan VK45DE 4.5 L V8           | M       | 65    |
| Ki       | LMP1-H    | 14       | Porsche Team          | Marc Lieb Romain Dumas Neel Jani                      | Porsche 919 Hybrid               | M       | 30    |
| Ki       | LMP1-H    | 14       | Porsche Team          | Marc Lieb Romain Dumas Neel Jani                      | Porsche 2.0 L Turbo V4           | M       | 30    |
| Ki       | LMP1-L    | 13       | Rebellion Racing      | Dominik Kraihamer Andrea Belicchi Fabio Leimer        | Lola B12/60                      | M       | 24    |
| Ki       | LMP1-L    | 13       | Rebellion Racing      | Dominik Kraihamer Andrea Belicchi Fabio Leimer        | Toyota RV8KLM 3.4 L V8           | M       | 24    |
| Ki       | LMP1-H    | 1        | Audi Sport Team Joest | Tom Kristensen Loïc Duval Lucas di Grassi             | Audi R18 e-tron quattro          | M       | 24    |
| Ki       | LMP1-H    | 1        | Audi Sport Team Joest | Tom Kristensen Loïc Duval Lucas di Grassi             | Audi TDI 4.0 L Turbo V6 (Diesel) | M       | 24    |